# Gabriel Richard (wielrenner)
Gabriel Horacio Richard (30 november 1985) is een Argentijns wielrenner.

## Carrière
In 2007 nam Richard deel aan de wegwedstrijd voor beloften op het wereldkampioenschap, maar bereikte de finish niet. In 2010 was hij dicht bij zijn eerste UCI-zege, toen hij in de tweede etappe van de Ronde van Paraguay vier seconden later dan Luis Alberto Martínez als tweede finishte. Ook in het eindklassement werd hij tweede, met een achterstand van ruim een minuut op de Uruguayaan.
In 2017 werd Richard tweede op het nationale kampioenschap op de weg, waar Gonzalo Najar 59 seconden eerder solo als eerste over de finish was gekomen.